# Палладийдититан
Палла̀дийдитита́н — бинарное неорганическое соединение, интерметаллид палладия и титана с формулой Ti2Pd, кристаллы.

## Получение
- Сплавление стехиометрических количеств чистых веществ:

{\displaystyle {\mathsf {Pd+2Ti\ {\xrightarrow {960^{o}C}}\ Ti_{2}Pd}}}

## Физические свойства
Палладийдититан образует кристаллы тетрагональной сингонии, пространственная группа I 4/mmm, параметры ячейки a = 0,3090 нм, c = 1,0054 нм, Z = 2, структура типа димедьциркония Cu2Zr или дисилицида молибдена MoSi2.
Соединение образуется в твёрдом состоянии конгруэнтно при температуре 960 °C.